# Space: 1999
Space: 1999 is een Britse sciencefiction televisieserie bedacht door Gerry en Sylvia Anderson, geproduceerd door ITC Entertainment. De serie werd oorspronkelijk uitgezonden in de jaren zeventig met een totaal van 48 afleveringen. In Nederland was de eerste uitzending op 9 juni 1978. Space: 1999 volgde op de serie U.F.O. waarin eveneens echte acteurs aan bod kwamen, in tegenstelling tot de eerdere poppenseries Captain Scarlet en Thunderbirds. Zie UFO (Britse televisieserie).

## Verhaal
Het is 1999 en er is een basis gebouwd op de maan. Maanbasis Alpha waarborgt de opslag van nucleair afval vanaf de aarde en het uitvoeren van onderzoek. Maanbasis Alpha is bemand met 311 bemanningsleden. Op 13 september 1999 gebeurt er een ramp: het nucleair afval ontploft in een gigantische kettingreactie waardoor de maan uit haar baan om de aarde schiet, de diepe ruimte in. Gedurende de tocht door het heelal komt de bemanning van Alpha diverse interstellaire beschavingen en levensvormen tegen. Het verlangen van de bemanning om terug te kunnen keren naar de aarde of om er radio-contact mee te krijgen is enorm groot, maar de maan is al te ver weg in het heelal om dat nog te kunnen doen.

## Eagle
Om zich te verplaatsen gebruiken de piloten van maanbasis Alpha de Eagle ruimtetuigen, waarmee niet alleen bemanningsleden maar ook cargo zoals vaten nucleair afval verplaatst kunnen worden. In het container uitwissel-systeem van deze toestellen is onmiskenbaar de invloed van de Thunderbirds terug te vinden.

## Comlock
Als communicatiemiddel gebruiken de bemanningsleden van maanbasis Alpha de Comlock, een toestel dat lijkt op een Walkie-Talkie maar voorzien is van een klein zwart-wit televisieschermpje waarmee de persoon "aan de andere kant van de lijn" bekeken en herkend kan worden.

## Vervang-serie vanUFO 2
Er bestonden plannen van Gerry en Sylvia Anderson om een serie te maken die UFO 2 zou heten, als opvolger van de serie UFO die eind de jaren 60 van de twintigste eeuw het licht zag. UFO 2 zou zich volledig op en rond de maan afspelen, met een veel grotere maanbasis alsook met het hoofdkwartier van de ultrageheime organisatie S.H.A.D.O. daarin ondergebracht in plaats van een ondergrondse lokatie op aarde. Gerry en Sylvia Anderson besloten echter om deze nieuwe serie Space: 1999 te noemen en te voorzien van een geheel nieuwe reeks acteurs en actrices. Het hoofdstuk UFO was daarmee afgesloten.

## Traag bewegende astronauten
In tegenstelling tot de voorgaande serie U.F.O. bewegen de astronauten van maanbasis Alpha (Space: 1999) zich opvallend traag als ze werkzaamheden buiten de maanbasis moeten verrichten. Het is een algemeen verspreid misverstand dat astronauten in ruimtepak zich steeds traag gedragen, alsof ze in water bewegen. Ten tijde van het Apollo project bewogen de astronauten schijnbaar traag, dit kwam omdat ze logge maanpakken moesten dragen waarin tevens de luchtdruk op hetzelfde peil van de aardatmosfeer boven zeeniveau moest gehouden worden, en daardoor de beweging van het lichaam aanzienlijk beperkte.

## Rolbezetting
| Acteur           | Personage              | Opmerkingen |
| ---------------- | ---------------------- | ----------- |
| Martin Landau    | Commandant John Koenig |             |
| Barbara Bain     | Dr. Helena Russell     |             |
| Nick Tate        | Alan Carter            |             |
| Zienia Merton    | Sandra Benes           |             |
| Anton Phillips   | Dr. Bob Mathias        |             |
| Barry Morse      | Victor Bergman         | seizoen 1   |
| Prentis Hancock  | Paul Morrow            | seizoen 1   |
| Clifton Jones    | David Kano             | seizoen 1   |
| Catherine Schell | Maya                   | seizoen 2   |
| Tony Anholt      | Tony Verdeschi         | seizoen 2   |

## Afleveringen

### Seizoen 1
1. Breakaway
2. Force of Life
3. Collision Course
4. War Games
5. Death's Other Dominion
6. Voyager's Return
7. Alpha Child
8. Dragon's Domain
9. Mission of the Darians
10. Black Sun
11. The Guardian of Piri
12. End of Eternity
13. Matter of Life and Death
14. Earthbound
15. The Full Circle
16. Another Time, Another Place
17. The Infernal Machine
18. Ring Around the Moon
19. Missing Link
20. The Last Sunset
21. Space Brain
22. The Troubled Spirit
23. The Testament of Arkadia
24. The Last Enemy

### Seizoen 2
1. The Metamorph
2. The Exiles
3. Journey to Where
4. One Moment of Humanity
5. Brian the Brain
6. New Adam, New Eve
7. The Mark of Archanon
8. The Rules of Luton
9. All That Glisters
10. The Taybor
11. Seed of Destruction
12. AB Chrysalis
13. Catacombs of the Moon
14. Space Warp
15. A Matter of Balance
16. The Beta Cloud
17. The Lambda Factor
18. The Bringers of Wonder: Part 1
19. The Bringers of Wonder: Part 2
20. The Seance Spectre
21. Dorzak
22. Devil's Planet
23. The Immunity Syndrome
24. The Dorcons

## GroeneEagle
Omstreeks midden de jaren 70 van de twintigste eeuw bracht Dinky Toys een groenkleurige Eagle uit. Enkel het roosterwerk aan de bovenkant van de Eagle en de centrale afkoppelbare cargo-ruimte waren witkleurig. Waarom de Eagle van Dinky Toys in groene verf was gestoken is nog steeds een mysterieus feit dat nooit opgehelderd zal worden. Modelbouwers konden aan de slag met witte modelbouwverf om alle groenkleurige delen van de Eagle in het wit te steken. In hetzelfde groen zat ook de UFO-Interceptor uit de serie UFO (ook van Dinky Toys). In de serie Thunderbirds, eveneens van Gerry en Sylvia Anderson, komt evenwel een groen toestel voor, de Thunderbird 2.

## Cosmos 1999
Toen midden de jaren 70 van de twintigste eeuw de Vlaamse en Nederlandse televisiestations de serie Space: 1999 nog niet uitzonden, konden de Vlaamse en Nederlandse fans van science-fiction series en films reeds kennis nemen met de Franstalige versie op de Franse televisie: Cosmos 1999.